# (2194) Arpola
(2194) Arpola (1940 GE) – planetoida z pasa głównego asteroid okrążająca Słońce w ciągu 3,55 lat w średniej odległości 2,33 au. Odkryta 3 kwietnia 1940 roku.